# Thanjavur
Thanjavur este un oraș în India.